# Campeonato Sul-Americano de Atletismo de 1995
O Campeonato Sul-Americano de Atletismo de 1995 foi a 38ª edição do evento, organizado pela CONSUDATLE na cidade de Manaus, no Brasil. A competição contou com 43 provas, tendo como destaque o Brasil com 57 medalhas no total. 

## Medalhistas

### Masculino
| Evento                      | Ouro                               | Ouro      | Prata                          | Prata     | Bronze                       | Bronze    |
| --------------------------- | ---------------------------------- | --------- | ------------------------------ | --------- | ---------------------------- | --------- |
| 100 metros                  | Robson da Silva · Brasil           | 10.29     | Édson Ribeiro · Brasil         | 10.30     | Carlos Gats · Argentina      | 10.51     |
| 200 metros                  | Robson da Silva · Brasil           | 20.54     | Claudinei da Silva · Brasil    | 20.68     | Carlos Gats · Argentina      | 20.90     |
| 400 metros                  | Sanderlei Parrela · Brasil         | 45.74     | Inaldo Sena · Brasil           | 45.88     | Wenceslao Ferrín · Colômbia  | 46.33     |
| 800 metros                  | José Luiz Barbosa · Brasil         | 1:46.16   | José de Oliveira · Brasil      | 1:48.88   | Pablo Squella · Chile        | 1:49.80   |
| 1 500 metros                | Edgar de Oliveira · Brasil         | 3:38.81   | José de Oliveira · Brasil      | 3:41.73   | Jacinto Navarrete · Colômbia | 3:44.27   |
| 5 000 metros                | Ronaldo da Costa · Brasil          | 13:51.66  | Elenilson da Silva · Brasil    | 14:04.97  | Jacinto Navarrete · Colômbia | 14:07.63  |
| 10 000 metros               | Sérgio Gonçalves da Silva · Brasil | 29:10.73  | César Troncoso · Argentina     | 30:24.29  | Waldemar Cotelo · Uruguai    | 30:43.66  |
| 20 km marcha atlética       | Querubín Moreno · Colômbia         | 1:28:57.3 | Héctor Moreno · Colômbia       | 1:31:03.9 | Ademar Kammler · Brasil      | 1:32:17.9 |
| 110 metros barreiras        | Joilto Bonfim · Brasil             | 13.92     | Arturo Rodríguez · Chile       | 14.42     | Oscar Ratto · Argentina      | 14.60     |
| 400 metros barreiras        | Eronilde de Araújo · Brasil        | 48.63     | Llimy Rivas · Colômbia         | 50.37     | Francisco Lima · Brasil      | 52.19     |
| 3.000 metros com obstáculos | Clodoaldo do Carmo · Brasil        | 8:56.87   | Eduardo do Nascimento · Brasil | 8:57.81   | Antonio Soliz · Argentina    | 9:04.26   |
| 4×100 metros estafetas      | Brasil                             | 39.42     | Colômbia                       | 40.31     | Argentina                    | 40.78     |
| 4×400 metros estafetas      | Brasil                             | 3:04.93   | Colômbia                       | 3:10.16   | Chile                        | 3:11.83   |
| Salto em altura             | Gilmar Mayo · Colômbia             | 2.25      | Marcos dos Santos · Brasil     | 2.15      | Fernando Moreno · Argentina  | 2.15      |
| Salto à vara                | Cristián Aspillaga · Chile         | 4.70      | Oscar Veit · Argentina         | 4.60      | Renato Bortolocci · Brasil   | 4.40      |
| Salto em comprimento        | Douglas de Souza · Brasil          | 8.05      | Nelson Ferreira · Brasil       | 8.05      | Oscar Valiente · Peru        | 7.16      |
| Salto triplo                | Messias José Baptista · Brasil     | 16.29     | Sergio Saavedra · Venezuela    | 16.25     | Jefferson Ilário · Brasil    | 16.16     |
| Arremesso de peso           | Gert Weil · Chile                  | 19.02     | Yojer Medina · Venezuela       | 18.82     | Adilson Oliveira · Brasil    | 17.68     |
| Lançamento de disco         | João dos Santos · Brasil           | 58.52     | Marcelo Pugliese · Argentina   | 57.80     | Édson Miguel · Brasil        | 52.30     |
| Lançamento do martelo       | Andrés Charadia · Argentina        | 70.34     | Adrián Marzo · Argentina       | 69.04     | Pedro Rivail Atílio · Brasil | 59.14     |
| Lançamento do dardo         | Luis Lucumí · Colômbia             | 76.82     | Mauricio Silva · Argentina     | 71.72     | Marcos Vieira · Brasil       | 70.04     |
| Decatlo                     | Pedro da Silva · Brasil            | 7374      | Márcio de Souza · Brasil       | 6762      | Oscar Veit · Argentina       | 6565      |

### Feminino
| Evento                   | Ouro                                | Ouro     | Prata                           | Prata    | Bronze                         | Bronze   |
| ------------------------ | ----------------------------------- | -------- | ------------------------------- | -------- | ------------------------------ | -------- |
| 100 metros               | Cleide Amaral · Brasil              | 11.38    | Mirtha Brock · Colômbia         | 11.52    | Kátia de Jesus Santos · Brasil | 11.52    |
| 200 metros               | Kátia de Jesus Santos · Brasil      | 23.34    | Cleide Amaral · Brasil          | 23.39    | Patricia Rodríguez · Colômbia  | 23.42    |
| 400 metros               | Ximena Restrepo · Colômbia          | 51.93    | Luciana Mendes · Brasil         | 52.64    | Patricia Rodríguez · Colômbia  | 52.95    |
| 800 metros               | Marlene da Silva · Brasil           | 2:04.57  | Marta Orellana · Argentina      | 2:06.37  | Mercy Colorado · Equador       | 2:10.36  |
| 1 500 metros             | Marta Orellana · Argentina          | 4:21.60  | Célia dos Santos · Brasil       | 4:23.23  | Clara Morales · Chile          | 4:24.89  |
| 5 000 metros             | Marlene Flores · Chile              | 16:48.35 | Esneda Londoño · Colômbia       | 16:48.67 | Bertha Sánchez · Colômbia      | 16:49.58 |
| 10 000 metros            | Carmem de Oliveira · Brasil         | 33:55.84 | Marlene Flores · Chile          | 34:48.45 | Esneda Londoño · Colômbia      | 36:26.55 |
| 10 km marcha atlética    | Miriam Ramón · Equador              | 49:26.4  | Liliana Bermeo · Colômbia       | 49:34.9  | Nailse Pazin · Brasil          | 52:41.8  |
| 100 metros com barreiras | Carmen Bezanilla · Chile            | 13.62    | Verónica Depaoli · Argentina    | 13.92    | Vânia da Silva · Brasil        | 14.03    |
| 400 metros com barreiras | Ximena Restrepo · Colômbia          | 57.42    | Marise da Silva · Brasil        | 58.62    | Flor Robledo · Colômbia        | 59.90    |
| 4×100 metros estafetas   | Brasil                              | 44.97    | Colômbia                        | 45.64    | Chile                          | 46.73    |
| 4×400 metros estafetas   | Colômbia                            | 3:33.37  | Chile                           | 3:42.27  | Argentina                      | 3:49.58  |
| Salto em altura          | Orlane dos Santos · Brasil          | 1.80     | Luciane Dambacher · Brasil      | 1.75     | Mariela Andrade · Argentina    | 1.70     |
| Salto à vara             | Alejandra García · Argentina        | 3.10     | Conceição Geremias · Brasil     | 2.70     | Patrícia de Oliveira · Brasil  | 2.30     |
| Salto em comprimento     | Andrea Ávila · Argentina            | 6.58     | Luciana dos Santos · Brasil     | 6.16     | Helena Guerrero · Colômbia     | 6.06     |
| Salto triplo             | Andrea Ávila · Argentina            | 13.34    | Luciana dos Santos · Brasil     | 13.07    | Milly Figueroa · Colômbia      | 12.62    |
| Arremesso de peso        | Elisângela Adriano · Brasil         | 17.37    | María Isabel Urrutia · Colômbia | 16.43    | Alexandra Amaro · Brasil       | 15.62    |
| Lançamento de disco      | Amélia Moreira · Brasil             | 55.10    | María Isabel Urrutia · Colômbia | 54.60    | Liliana Martinelli · Argentina | 54.32    |
| Lançamento do martelo    | María Eugenia Villamizar · Colômbia | 56.34    | Karina Moya · Argentina         | 52.18    | Zulma Lambert · Argentina      | 50.74    |
| Lançamento do dardo      | Zuleima Araméndiz · Colômbia        | 54.82    | Carla Bispo · Brasil            | 52.56    | Zorobabelia Córdoba · Colômbia | 51.82    |
| Heptatlo                 | Zorobabelia Córdoba · Colômbia      | 5495     | Euzinete dos Reis · Brasil      | 5322     | Andrea Ávila · Argentina       | 5290     |

## Quadro de medalhas
| Ordem | País      | Medalha de ouro | Medalha de prata | Medalha de bronze | Total |
| ----- | --------- | --------------- | ---------------- | ----------------- | ----- |
| 1     | Brasil    | 24              | 20               | 13                | 57    |
| 2     | Colômbia  | 9               | 10               | 11                | 30    |
| 3     | Argentina | 5               | 8                | 12                | 25    |
| 4     | Chile     | 4               | 3                | 4                 | 11    |
| 5     | Equador   | 1               | 0                | 1                 | 2     |
| 6     | Venezuela | 0               | 2                | 0                 | 2     |
| 7     | Uruguai   | 0               | 0                | 1                 | 1     |
| 7     | Peru      | 0               | 0                | 1                 | 1     |

Legenda
| Recorde mundial       | Recorde mundial (World record)               |                       | Recorde africano                      | Recorde africano (African) |                                           | Q | Classificado por posição (Qualified) |
| Recorde do campeonato | Recorde do campeonato (Championship record)  | Recorde da América    | Recorde da América (Americas)         | q                          | Classificado por melhor tempo (Qualified) |   |                                      |
| Melhor marca do ano   | Melhor marca do ano (World leading)          | Recorde asiático      | Recorde asiático (Asian)              | DNS                        | Não largou (Did not start)                |   |                                      |
| Recorde nacional      | Recorde nacional (National record)           | Recorde europeu       | Recorde europeu (European)            | DNF                        | Não terminou (Did not finish)             |   |                                      |
| Recorde pessoal       | Recorde pessoal do atleta (Personal best)    | Recorde da Oceania    | Recorde da Oceania (Oceania)          | DSQ / DQ                   | Desclassificado (Disqualified)            |   |                                      |
| Recorde da temporada  | Recorde da temporada do atleta (Season best) | Recorde sul-americano | Recorde sul-americano (South America) | NM                         | Sem marca (No mark)                       |   |                                      |